# كرة القدم الأسترالية في أستراليا
كرة القدم الأسترالية نشأت في ملبورن في عام 1858. وقد لعبت بشكل مستمر في كل ولاية ومقاطعة (باستثناء خليج جيرفيس والأقاليم الخارجية) أستراليا منذ عام 1915، وتحظى بشعبية خاصة في فيكتوريا، جنوب أستراليا، غرب أستراليا، تسمانيا والإقليم الشمالي حيث هو الأكثر مشاهدة والأكثر لعب الرياضة.